# Podivná válka

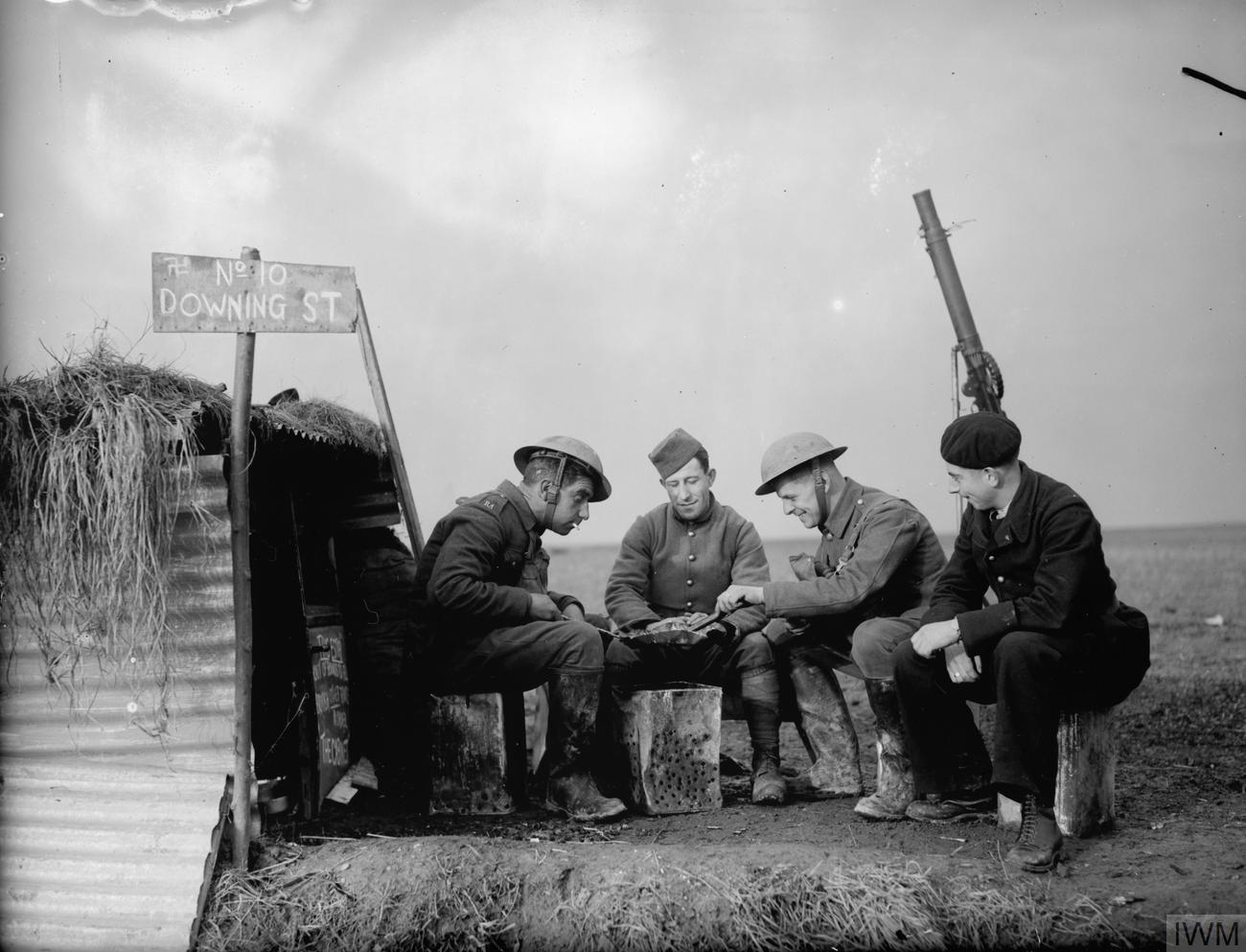
Listopad 1939: Příslušníci britských expedičních sil a francouzského letectva před polním krytem s označením „Downing Street No. 10“ (adresa britského ministerského předsedy)

Podivná válka byla počáteční fáze druhé světové války, která skončila až s vypuknutím bitvy o Francii. Svoje jméno získala podivná válka podle vojenské pasivity Francie a Spojeného království na evropském pozemním válčišti.
Francie se sice pokusila o omezenou ofenzívu v Sársku, avšak po počátečním postupu až 12 kilometrů do hloubi německé fronty se situace zkomplikovala a francouzské jednotky se musely stáhnout. Poté se boje omezily na občasné dělostřelecké přepady a lehkou leteckou aktivitu.
Průběh podivné války pramenil ze zkušenosti z první světové války. Francie a Spojené království, které vycházely z vojenských doktrín zavedených na základě poznatků z vedení první světové války, prosazovaly defenzivní taktiku a nechtěly se nechat vylákat do ofenzívy mimo dobře bráněnou Maginotovu linii, ve kterou vkládali spojenci všechny své naděje[zdroj?]. Na základě vývoje první světové války předpokládali, že bude válka trvat dlouho a budou v ní obrovské ztráty na životech za cenu malých zisků, proto doufali, že německá armáda vykrvácí při útoku na dobře opevněnou Francii.

## Názvy
Podivná válka byla nazvána Churchillem Twilight War (válka za soumraku), v Anglii však převládl název Phoney War, německy Sitzkrieg – doslova válka v sedě v protikladu s pozdějším blitzkriegem (bleskovou válkou), polsky dziwna wojna (podivná válka) a francouzsky drôle de guerre (směšná válka).